# Karadarja
Karadarja (rusky Kapaдарья) je řeka v Kyrgyzstánu (Ošská oblast) a v Uzbekistánu (Andižanský vilaját). Její délka činí 180 km. Povodí má rozlohu 30 100 km².

## Průběh toku
Vzniká soutokem řek Karakuldža a Tar, které pramení na svazích Ferganského a Alajského hřbetu. Hlavní přítoky jsou zleva Kuršab a zprava Jassy, Kugart a Karaunkjur. Na řece leží město Uzgen. Je levou zdrojnicí Syrdarji.

## Vodní režim
Zdroj vody je sněhovo-ledovcový. Průměrný dlouhodobý průtok pod horami ve vzdálenosti 140 km od ústí je 121 m³/s. Největší průtoky jsou v červnu a nejmenší v zimě.

## Využití
Voda z řeky se široce využívá na zavlažování ve Ferganské kotlině. Tam je řeka přehrazena hrází Kujganjarské přehrady a protíná ji Velký Ferganský kanál. Na řece byla také postavena Andižanská přehrada.